# Henry Baker Tristram
Henry Baker Tristram (Eglingham, 11 mei 1822 - 8 maart 1906) was een Britse seculiere kanunnik, natuuronderzoeker (zoöloog, ornitholoog) en schrijver over de natuurlijke historie van het Nabije Oosten. Hij maakte de eerste wetenschappelijke beschrijving van diverse soorten vogels, zoogdieren en planten.

## Biografie
Tristram studeerde aan de "Durham Grammar School" (in Durham) en het Lincoln College van de Universiteit van Oxford. In 1846 ontving hij zijn priesterwijding in de Anglicaanse Kerk. Omdat hij leed aan tuberculose verbleef hij bij voorkeur in landen met een warm klimaat. Hij begon zijn carrière als secretaris van de gouverneur van Bermuda (1847-1849). In die periode maakte hij een reis door de Sahara. In 1858, 1863 en 1872 bezocht hij Palestina waar hij beschrijvingen maakte van de heilige plaatsen en van de natuur.
In 1873 werd hij benoemd tot seculiere kanunnik van de Kathedraal van Durham (Aglicaanse Kerk). In 1881 maakte hij weer een reis door het Nabije Oosten waarbij hij Libanon, Mesopotamië en Armenië bezocht. Ook bezocht hij Japan waar zijn dochter lerares was aan een christelijke missieschool in Osaka.

## Zijn werk en nalatenschap
Tristram was een van de oprichters van de British Ornithologists' Union en werd in 1868 lid van de Royal Society. Zijn collectie specimens verkocht hij aan het Nationaal Museum van Liverpool.
Tristram beschreef 22 vogelsoorten die anno 2024 als zodanig worden erkend. Als eerbetoon werd een aantal vogelsoorten naar hem genoemd: Tristrams stormvogeltje (Oceanodroma tristrami), Tristrams spreeuw (Onychognathus tristramii), Tristrams dwerghoningeter (Myzomela tristrami), San-Cristobalhoningvogel (Dicaeum tristrami) en  
Tristrams gors (Emberiza tristrami) zo ook de Turkse zandmuis (Meriones tristrami).

### Zijn publicaties (selectie)
- The Great Sahara (1860)
- The Land of Israel, a Journal of Travels with Reference to Its Physical History (1865)
- The Natural History of the Bible (1867)
- The Daughters of Syria (1872)
- Land of Moab (1874)
- Pathways of Palestine (1882)
- The Fauna and Flora of Palestine (1884)
- Eastern Customs in Bible Lands (1894)
- Rambles in Japan (1895).

- Bibliothèque nationale de France: cb12735969x (data)
- Author citation (botany): Tristram
- CiNii: DA02484746
- Gemeinsame Normdatei: 11763641X
- International Standard Name Identifier: 0000 0000 8087 8104
- Library of Congress Control Number: n85050482
- Bibliotheek van het Japanse parlement: 00981552
- Nationale bibliotheek van Australië: 36005736
- Nationale Bibliotheek van Israël: 987007272011405171
- Nederlandse Thesaurus van Auteursnamen: 107895544
- Réseau des bibliothèques de Suisse occidentale: 02-A003911136
- SNAC: w6kw84th
- Système universitaire de documentation: 076673278
- Trove: 1181955
- Virtual International Authority File: 8170422
- WorldCat: E39PBJqVYP4WvMYBrwXGT6rwmd